# 松乃薫
松乃 薫（まつの かおる、1955年1月11日 - ）は、日本の女優、声優。千葉県出身。

## 来歴
文化学院大学卒。1978年に青年座研究所2期を卒業し、1978年4月1日に劇団青年座に入団。

## 人物
資格は普通自動車免許。特技は日本舞踊、ジャズダンス、フラメンコ、ドライブ。

## 出演作品

### テレビドラマ
- 浅見光彦ミステリー「越後路殺人事件」
- 小暮写眞館
- 新・天までとどけ
- 諏訪のスゴ腕警察医（小松の知り合い）
- 聖者が街にやって来た
- 銭女
- 追跡6
- 夏ドラ!スペシャル・新幹線ガール
- 苦い夜
- 深川東署・特命人情捜査班 朝田真平（増岡ミツ子）
- 祭が終ったとき
- 湯けむり仲居純情日記6（しのぶ）

### 映画
- 学校

### テレビアニメ
- 名探偵コナン（1997年、長門信子）

### 吹き替え

#### 映画
- ヴェロシティ・ラン（アリス〈ジョージャ・フォックス〉）
- 多重人格（ルース・ゴールディン〈ヴェラ・マイルズ〉）
- 沈黙のジェラシー
- 鳥

#### ドラマ
- アリー my Love
- ER緊急救命室 シーズンⅩ #6（シェーン）
- クリミナル・マインド FBI行動分析課
- ミス・マープル パディントン発4時50分

### 舞台
- 雨の夏、三十人のジュリエットが還ってきた」
- 有頂天時代
- カルメン（フラスキータ）
- 空（緒方あゆみ）
- ばるぼら
- 湯けむり繁盛記
- ロミオとジュリエット